# قیفک زبره روبرت
قیفک زبره روبرت (نام علمی: Conus roberti) نام یک گونه از سرده قیفک‌ها است.